# Ilka Horstmeier

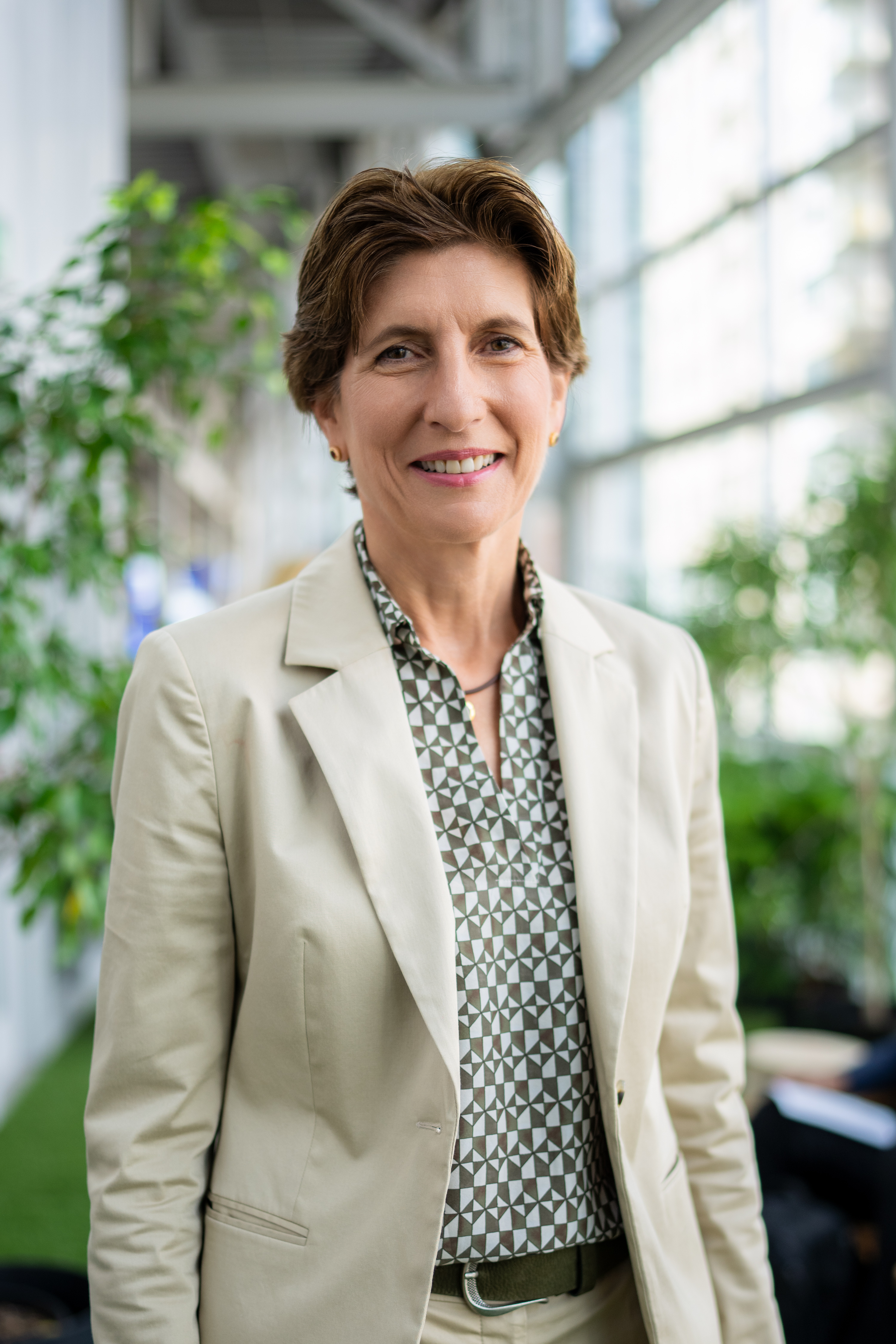
Ilka Horstmeier

Ilka Horstmeier (* Mai 1969 in Duisburg) ist eine deutsche Managerin und Mitglied des Vorstands der BMW AG. Dort ist sie als Vorständin für den Bereich Personal und Immobilien verantwortlich. In dieser Funktion ist sie auch die Arbeitsdirektorin von BMW. Ihr Aufgabenbereich umfasst die weltweite strategische und operative Personalarbeit des Unternehmens für die rund 155.000 Mitarbeitenden. Gleichzeitig trägt sie auch die Verantwortung für alle Immobilien und Bauprojekte sowie das Energiemanagement.

## Ausbildung und Karriere
Nach ihrem Studium der Betriebswirtschaftslehre an der Universität des Saarlandes in Saarbrücken (Abschluss Diplom-Kauffrau) begann Ilka Horstmeier 1995 ihren Weg bei der BMW Group als Trainee. Sie war zunächst Referentin für Personal- und Organisationsentwicklung. Im weiteren Verlauf ihrer Karriere wechselte sie in den Produktionsbereich, wo sie verschiedene Führungspositionen innehatte.
Im Jahr 2013 übernahm sie die Leitung für die Produktion und Planung von Motoren und E-Antrieben. 2018 wurde Horstmeier Leiterin des BMW Group Werks Dingolfing, einem der größten Produktionsstandorte des Unternehmens. Seit November 2019 ist sie Mitglied des Vorstands der BMW AG.

## Engagements
Im Rahmen ihrer Aufgabe bei BMW engagiert sich Ilka Horstmeier in verschiedenen internationalen Organisationen und Initiativen, die Talententwicklung, weltweite Bildungsprojekte und den interkulturellen Dialog fördern. Die Unterstützung von Bildungsinitiativen, die insbesondere benachteiligte Kinder und Jugendliche adressieren, ist ihr ein besonderes Anliegen. Bei öffentlichen Auftritten äußert sich Ilka Horstmeier – neben generellen Inhalten zu Personal und Immobilienthemen von BMW – vor allem zu den Themen Führung, Nachhaltigkeit, Zukunft der Arbeit, Digitalisierung und dem Wandel der Automobilindustrie.